# Warren McClendon
Warren Christopher McClendon (Brunswick, 11 aprile 1999) è un giocatore di football americano statunitense che milita nel ruolo di offensive tackle per i Los Angeles Rams della National Football League (NFL).

## Carriera

### Los Angeles Rams
Al college McLendon giocò a football a Georgia, vincendo due campionati NCAA consecutivi e venendo inserito nella formazione ideale della Southeastern Conference nell'ultima stagione. Fu scelto nel corso del quinto giro (174º assoluto) del Draft NFL 2023 dai Los Angeles Rams. Debuttò come professionista subentrando nella gara del quarto turno contro gli Indianapolis Colts. La sua prima stagione si chiuse con sei presenze, nessuna delle quali come titolare.

## Vita privata
Lo zio, Willie McLendon, giocò come running back per i Chicago Bears.